# Solenostoma obscurum
Solenostoma obscurum là một loài rêu tản trong họ Jungermanniaceae. Loài này được (A. Evans) R.M. Schust. miêu tả khoa học lần đầu tiên năm 1957.